# Karl-Knipprath-Stadion
Das Karl-Knipprath-Stadion ist ein Fußballstadion mit Leichtathletikanlage in der nordrhein-westfälischen Stadt Jülich.

## Lage und Ausstattung
Das Stadion liegt im Westen von Jülich zwischen dem Brückenkopf und der Rur. Das Karl-Knipprath-Stadion hat eine Kapazität von 6.500 Zuschauern. Auf der Haupttribüne befinden sich 500 überdachte Sitzplätze. Die Spielfläche aus Naturrasen ist von einer Aschenbahn umgeben. Das Stadion verfügt über eine Flutlichtanlage.

## Geschichte
Gebaut wurde die Anlage 1924 auf einem Ödland von zahlreichen Arbeitslosen. Zunächst wurde das Stadion als Stadion der Stadt Jülich bezeichnet und am 24. August 1924 eröffnet. Das erste Fußballspiel war ein „Werbe-Wettspiel“ zwischen dem Rheinischen Südkreis gegen den Rheinischen Westkreis, quasi einem Spiel zwischen einer Kölner und einer Aachener Stadtauswahl. Die vor „zahlreichen Zuschauern“ ausgetragene Partie wurde während der zweiten Halbzeit beim Stand von 3:1 für den rheinischen Südkreis wegen starken Regenfällen abgebrochen.
Das Stadion der Stadt Jülich wurde zur neuen Heimspielstätte des SC Jülich. Nach dem Ende des Zweiten Weltkrieges wurde das Stadion von der US-amerikanischen Armee beschlagnahmt. Erst 1948 konnte der Verein in die nunmehr Jahnstadion genannte Spielstätte zurückkehren. 1967 stiegen die Jülicher in die seinerzeit drittklassige Verbandsliga Mittelrhein auf und läuteten die erfolgreichste Zeit der Vereinsgeschichte ein. Von 1969 bis 1971 wurde die Mannschaft dreimal in Folge Mittelrheinmeister und gewann jedes Mal die Deutsche Amateurmeisterschaft.
Zwischenzeitlich wurde das Stadion saniert. 1968 erhielt es zunächst eine Spielfläche aus Naturrasen, der am 1. Mai mit einem Freundschaftsspiel gegen Schwarz-Weiß Essen (2:3) eingeweiht wurde. Drei Jahre später wurde die überdachte Haupttribüne errichtet. Auf der Gegengeraden wurden Stehstufen gebaut und die Flutlichtanlage installiert. Am 12. Dezember 1971 wurde die jetzt Rurstadion genannte Spielstätte mit einem Freundschaftsspiel gegen Alemannia Aachen (1:2) eingeweiht. Ein Jahr später sah das Rurstadion eine spektakuläre Partie. Im Halbfinal-Rückspiel der deutschen Amateurmeisterschaft konnten die Jülicher die 0:6-Hinspielniederlage gegen den TSV Marl-Hüls wettmachen, scheiterten aber im Elfmeterschießen.
Der SC Jülich qualifizierte sich insgesamt achtmal für den DFB-Pokal. Der Zuschauerrekord wurde dabei am 4. September 1991 aufgestellt, als die Jülicher in der 3. Runde auf Borussia Mönchengladbach trafen. Vor 6.500 Zuschauern setzte sich Mönchengladbach mit 1:0 durch. Ein Jahr später sahen 6.000 Zuschauer das 1:5 nach Verlängerung gegen Werder Bremen. In der Liga spielten die Jülicher in der Saison 1978/79, von 1980 bis 1986, von 1987 bis 1993 und von 1994 bis 1997 in der seinerzeit dritt- bzw. viertklassigen Oberliga Nordrhein. Im September 1997 musste der Verein Konkurs anmelden und wurde aufgelöst. Als Nachfolgeverein wurde der SC Jülich 10/97 gegründet.
Seinen heutigen Namen trägt das Stadion seit dem 13. Dezember 1990. Namensgeber Karl Knipprath war von 1956 bis 1984 Bürgermeister von Jülich und engagierte sich stark für den Jülicher Fußball. Im Jahre 1964 wurde er Ehrenvorsitzender des SC Jülich. Der sich damals in einem Insolvenzverfahren befindliche Verein Alemannia Aachen plante für die Regionalligasaison 2013/14 den Umzug ins Karl-Knipprath-Stadion, um Kosten zu sparen. Nachdem sich die Alemannia mit der Stadt Aachen über die weitere Nutzung des Neuen Tivolis einigen konnten, wurden die Umzugspläne verworfen.